# Soletrando
Soletrando (também chamado de Campeonato Nacional de Soletração) é um concurso brasileiro de soletração que era realizado anualmente pelo programa Caldeirão do Huck, da TV Globo, com alunos da Rede Pública de Ensino de, segundo se afirma, todo o país. O quadro foi relançado em 2022, agora pelo Domingão com Huck. As eliminatórias são realizadas nos estados do Brasil, sendo que cada estado elege um participante para participar do programa (em sua fase final). O prêmio para o vencedor é de R$100 mil, para ser investido na formação educacional do vencedor. O programa tem como jurados, um professor de Língua Portuguesa (até o momento, Sérgio Nogueira participou de todas as edições) e uma celebridade com experiência gramatical, como: o músico e escritor Tony Bellotto (na primeira edição, em 2007); o rapper e escritor Gabriel o Pensador (na segunda edição, em 2008); a cantora Sandy (na terceira edição, em 2009), a escritora e jornalista Thalita Rebouças (na quarta e quinta edição, em 2010/2011) e o humorista Cláudio Manoel (em 2015).

## Vencedores
| Ano  | Campeão                | Estado            | Homenagem           | Jurado Convidado                                 |
| 2007 | Aurélio Carrilho Póvoa | Goiás             | José de Alencar     | Tony Bellotto                                    |
| 2008 | Éder Lopes Coimbra     | Minas Gerais      | Machado de Assis    | Gabriel o Pensador                               |
| 2009 | Larissa de Oliveira    | Pernambuco        | Monteiro Lobato     | Sandy Leah Lima                                  |
| 2010 | Dener Luíz da Silva    | São Paulo         | Rachel de Queiroz   | Thalita Rebouças                                 |
| 2011 | Izael Francisco Araújo | Piauí             | Maria Clara Machado | Maria Paula, Emanuelle Araújo e Thalita Rebouças |
| 2012 | Yasmin Esswein         | Rio Grande do Sul | Jorge Amado         | Tábata Amaral                                    |

## Edições do Soletrando

### 2007
A final do Soletrando 2007 aconteceu ao vivo, no dia 26 de maio, no palco do Caldeirão do Huck, e foi disputada por Aurélio Póvoa de Goiás; Alef Vieira do Rio de Janeiro e Joelson Lopes Maciel de Santa Catarina, tendo o participante catarinense sido o primeiro eliminado, e o fluminense disputado com o goiano por muitas rodadas. No fim, Aurélio sagrou-se o vencedor.

#### Histórico
FINAL
|          | Final         |
| Final    |               |
| -------- | ------------- |
| Cabine A | Alef Vieira   |
| Cabine B | Aurélio Póvoa |
| Cabine C | Joelson Lopes |
| Campeão  | Aurélio Póvoa |

SEMIFINAL
|            | 1ª Semi-Final   | 2ª Semi-Final      | 3ª Semi-Final    |
| ---------- | --------------- | ------------------ | ---------------- |
| Cabine A   | Rômulo de Souza | Jéssica Figueiredo | Daniela Alacrino |
| Cabine B   | Patrícia Braz   | Alef Vieira        | Rafaela Oliveira |
| Cabine C   | Aurélio Póvoa   | Gabrielli Pedrozo  | Joelson Lopes    |
| Finalistas | Aurélio Póvoa   | Alef Vieira        | Joelson Lopes    |

ELIMINATÓRIAS
|                 | 1ª Eli         | 2ª Eli             | 3ª Eli              | 4ª Eli               | 5ª Eli            | 6ª Eli            | 7ª Eli           | 8ª Eli               | 9ª Eli            |
| --------------- | -------------- | ------------------ | ------------------- | -------------------- | ----------------- | ----------------- | ---------------- | -------------------- | ----------------- |
| Cabine A        | Juliana Alves  | Harecia Nascimento | Francisca da Silva  | Gilvan Lacerda Filho | Gustavo Acioli    | Jéssica Oliveira  | Felipe Moreira   | Francisca Figueiredo | Miraene da Silva  |
| Cabine B        | Cleidiane Lima | Patrícia Braz      | Magda Mayara Santos | Fernanda Melo        | Alef Vieira       | Franciele Pacheco | Rafaela Oliveira | Joelson Lopes        | Gabrielli Pedrozo |
| Cabine C        | Aurélio Póvoa  | Cadmiel Neri       | Jessica Figueiredo  | Rômulo de Souza      | Weverlin da Silva | Daniela Alacrino  | Anna Teixeira    | Abdon Leite Neto     | Kelma Feitosa     |
| Semi-finalistas | Aurélio Póvoa  | Patrícia Braz      | Jéssica Figueiredo  | Rômulo de Souza      | Alef Lopes        | Daniela Alacrino  | Rafaela Oliveira | Joelson Lopes        | Gabrielli Pedrozo |

#### Classificação de 2007
- 01ª  Aurélio Póvoa
- 02ª  Alef Vieira
- 03ª  Joelson Lopes
- 04ª  Daniela Santos
- 05ª  Rafaela Estefani
- 06ª  Gabrielli Pedrozo
- 07ª  Jessica Figueiredo
- 08ª  Rômulo de Souza
- 09ª  Patrícia Braz
- 10ª  Miraene da Silva
- 11ª  Kelma Feitosa
- 12ª  Francisca Figueiredo
- 13ª  Abdon Leite Neto
- 14ª  Felipe Moreira Gonçalves
- 15ª  Anna Teixeira
- 16ª  Jéssica Olivera
- 17ª  Franciele Pacheco
- 18ª  Weverlin da Silva
- 19ª  Gustavo Acioli
- 20ª  Fernanda Dias Melo
- 21ª  Gilvan Lacerda Filho
- 22ª  Magda Mayara dos Santos
- 23ª  Francisca da Silva
- 24ª  Herecia Nascimento
- 25ª  Cadmiel Paz Neri
- 26ª  Juliana Portella Alves
- 27ª  Cleidiane da Conceição Lima

### Colocações
| Posição               | Estado e estudante |
| Campeão               | - Goiás - Aurélio Póvoa |
| 2º. Lugar             | - Rio de Janeiro - Alef Vieira |
| 3º. Lugar             | - Santa Catarina - Joelson Lopes |
| Semifinalistas        | - Espírito Santo - Daniela Santos - Acre - Rafaela Estefani - São Paulo - Gabrielli Pedrozo - Distrito Federal - Jessica Figueiredo - Pará - Rômulo de Souza - Paraná - Patrícia Braz |
| Eliminados na 1ª fase | - Amapá - Miraene da Silva - Ceará - Kelma Feitosa - Amazonas - Francisca Figueiredo - Paraíba - Abdon Leite Neto - Minas Gerais - Felipe Moreira Gonçalves - Rio Grande do Norte - Anna Teixeira - Alagoas - Jéssica Olivera - Rondônia - Franciele Pacheco - Mato Grosso - Weverlin da Silva - Rio Grande do Sul - Gustavo Acioli - Tocantins - Fernanda Dias Melo - Sergipe - Gilvan Lacerda Filho - Pernambuco - Magda Mayara dos Santos - Maranhão - Francisca da Silva - Mato Grosso do Sul - Herecia Nascimento - Bahia - Cadmiel Paz Neri - Roraima - Juliana Portella Alves - Piaui - Cleidiane da Conceição Lima |

### 2008
A final do Soletrando 2008, que causou muita polêmica, aconteceu dia 31 de maio de 2008, ao vivo no palco do Caldeirão do Huck, foi disputada por Eder Carlos Coimbra de Minas Gerais, Amanda Costa do Rio de Janeiro e Thafne Toledo Nogueira de Castro Souza do Paraná. Tendo como primeira eliminada a fluminense e em seguida a paranaense, por fim o mineiro sagrou-se campeão, apesar de uma polêmica no qual muitos alegam que ele pronunciou a palavra "homogeneidade" de forma incorreta, dizendo "homogeneitate", embora não há nada comprovado. Além disso, Luciano, que tem uma dicção ruim, pronunciou para Thafne de forma errada a palavra infra-hepático (dizendo infrepático) por três vezes, enquanto o professor Sérgio Nogueira novamente não falou corretamente "infra-hepático", dizendo ''infrae-aepático'' levando a participante soletrar a palavra que ela mesmo entendia. Amanda errou a palavra onisciência, que significa a ciência absoluta e o saber de Deus, dizendo ''oniciência'' e Thafne errou a palavra hagiológio (relativo a santos), dizendo ''agiológio''.
Todos estes fatos geraram um enorme descontentamento em muitas pessoas que assistiram a esta edição do programa e até hoje muitos internautas manifestam a sua indignação na Internet, especialmente no Soletrando, e foi assim que gerou a polêmica. A família de Thafne processou a TV Globo por danos morais e a ação judicial corre no Tribunal de Justiça do Rio de Janeiro.

#### Histórico
FINAL
|          | Final                                  |
| Final    |                                        |
| -------- | -------------------------------------- |
| Cabine A | Amanda Costa                           |
| Cabine B | Thafne Toledo Nogueira de Castro Souza |
| Cabine C | Eder Carlos Coimbra                    |
| Campeão  | Eder Carlos Coimbra                    |

SEMIFINAL
|            | 1ª Semi-Final      | 2ª Semi-Final       | 3ª Semi-Final        |
| ---------- | ------------------ | ------------------- | -------------------- |
| Cabine A   | Valéria Figueiredo | Eder Carlos Coimbra | João Bryan Feitosa   |
| Cabine B   | Amanda Costa       | Vanessa Carvalho    | Thafne Souza         |
| Cabine C   | Fabíula Ribeiro    | Beatriz Lacerda     | Auricélia Nascimento |
| Finalistas | Amanda Costa       | Eder Carlos Coimbra | Thafne Souza         |

ELIMINATÓRIAS
|                 | 1ª Eli               | 2ª Eli         | 3ª Eli             | 4ª Eli           | 5ª Eli         | 6ª Eli           | 7ª Eli          | 8ª Eli             | 9ª Eli          |
| --------------- | -------------------- | -------------- | ------------------ | ---------------- | -------------- | ---------------- | --------------- | ------------------ | --------------- |
| Cabine A        | Auricélia Nascimento | João Neto      | Carla Silva        | Danieli Silveira | Orleans Motta  | Assucenna Lobato | Leidiane Santos | Valéria Figueiredo | Iagrid Pinheiro |
| Cabine B        | Alexandre Xavier     | Eder Coimbra   | João Bryan Feitosa | Laís Silva       | Thafne Souza   | Amanda Costa     | Fabíula Ribeiro | Francisca Sousa    | Flávia Rojas    |
| Cabine C        | Romário da Silva     | Kayke de Paiva | Daniele de Lima    | Vanessa Carvalho | Camila Batista | Tamires Santos   | Moíza Pereira   | Beatriz Avelino    | Beatriz Lacerda |
| Semi-finalistas | Auricélia Nascimento | Eder Coimbra   | João Bryan Feitosa | Vanessa Carvalho | Thafne Souza   | Amanda Costa     | Fabíula Ribeiro | Valéria Figueiredo | Beatriz Lacerda |

#### Classificação de 2008
- 01  Eder Coimbra
- 02  Thafne Souza
- 03  Amanda Costa
- 04  João Bryan Feitosa
- 05  Auricélia do Nascimento
- 06  Beatriz Lacerda
- 07  Vanessa Carvalho
- 08  Fabíula Ribeiro
- 09  Valéria Figueiredo
- 10  Alexandre Xavier
- 11  Flávia Rojas
- 12  Iagrid Pinheiro
- 13  Beatriz Avelino
- 14  Francisca Sousa
- 15  Moíza Pereira
- 16  Leidiane Santos
- 17  Assucenna Lobato
- 18  Tamires Santos
- 19  Orleans Motta
- 20  Camila Batista
- 21  Laís Silva
- 22  Danieli Silveira
- 23  Carla Silva
- 24  Daniele de Lima
- 25  Kayke de Paiva
- 26  João Neto
- 27  Romário da Silva

### 2009
A final ocorreu em 20 de junho de 2009 e foi a mais equilibrada dentre todas já disputadas. Contou com a participação de Bruno Roberto dos Santos do Rio de Janeiro, Larissa Oliveira de Pernambuco e Pedro Henrique da Rocha do Ceará. Por muitas rodadas os três competidores travaram verdadeiras batalhas de soletração, porém teve como o primeiro eliminado o representante do Rio de Janeiro (ele errou a palavra espairecer). Ceará e Pernambuco organizaram um duelo regional pelo título, superando todas as expectativas, tendo como vencedora de 2009 Larissa do estado de Pernambuco, por ter acertado a palavra espectrógrafo. O representante do Ceará havia errado a palavra palimpsesto.

#### Histórico
FINAL
|          | Final                    |
| Final    |                          |
| -------- | ------------------------ |
| Cabine A | Bruno Roberto dos Santos |
| Cabine B | Pedro Henrique da Rocha  |
| Cabine C | Larissa Oliveira         |
| Campeão  | Larissa Oliveira         |

SEMIFINAL
|            | 1ª Semi-Final            | 2ª Semi-Final           | 3ª Semi-Final           |
| ---------- | ------------------------ | ----------------------- | ----------------------- |
| Cabine A   | Josiane de Morais        | Nathalia de Mesquita    | Izabel Silva            |
| Cabine B   | Alex Sidney Oliveira     | Larissa Oliveira        | Elvis Jones de Almeida  |
| Cabine C   | Bruno Roberto dos Santos | Auricélia do Nascimento | Pedro Henrique da Rocha |
| Finalistas | Bruno Roberto dos Santos | Larissa Oliveira        | Pedro Henrique da Rocha |

ELIMINATÓRIAS
|                 | 1ª Eli           | 2ª Eli          | 3ª Eli               | 4ª Eli               | 5ª Eli              | 6ª Eli               | 7ª Eli           | 8ª Eli           | 9ª Eli            |
| --------------- | ---------------- | --------------- | -------------------- | -------------------- | ------------------- | -------------------- | ---------------- | ---------------- | ----------------- |
| Cabine A        | Bruno Roberto    | Izabel da Silva | Suzana Vieira        | Gabriel Vieira       | Aniely Mesquita     | Mércia Vila          | Saphíria Shimizu | Eliverton Álvaro | Daniel Coutinho   |
| Cabine B        | Maria Luiza      | Beatriz Modesto | Victor Alexsander    | Nathalia de Mesquita | Alessandro Silva    | Marinalva da Silva   | Pedro Henrique   | Annie Piva       | Andreza Mozer     |
| Cabine C        | Tainara Oliveira | Camila Batista  | Auricélia Nascimento | Brenda Santos        | Elvis Jones         | Alex Sidney          | Halaíne Cristina | Larissa Oliveira | Josiane de Moraes |
| Semi-finalistas | Bruno Roberto    | Izabel da Silva | Auricélia Nascimento | Nathália Mesquita    | Elvis Jones Almeida | Alex Sidney Oliveira | Pedro Henrique   | Larissa Oliveira | Josiane de Morais |

#### Classificação de 2009
- 01ª  Larissa Oliveira
- 02º  Pedro Henrique da Rocha
- 03ª  Alex Sidney
- 04º  Cristiano Henrique Vieira Zacharias
- 05º  Elvis Jones de Almeida
- 06ª  Auricélia do Nascimento
- 07ª  Nathalia de Mesquita
- 08º  Izabel da Silva
- 09ª  Josiane de Moraes
- 10º  Daniel Coutinho
- 11ª  Andreza Mozer
- 12ª  Annie Piva
- 13º  Eliverton Álvaro
- 14ª  Saphíria Shimizu
- 15ª  Halaíne Cristina
- 16ª  Marinalva da Silva
- 17ª  Mércia Carine Vila
- 18°  Alessandro da Silva
- 19ª  Aniely de Mesquita
- 20º  Gabriel Vieira
- 21ª  Brenda Santos
- 22º  Victor Alexsander
- 23ª  Suzana Feitosa
- 24ª  Beatriz Modesto
- 25ª  Camila Batista
- 26ª  Tainara de Oliveira
- 27ª  Maria Luiza

### 2010
A quarta edição começou com uma grande inovação, todos os participantes soletraram a mesma palavra em uma única e longa eliminatória classificatória para a semifinal. Na 1ª Rodada a palavra foi Obsessão, que eliminou os estados do Acre, Alagoas, Paraíba, Mato Grosso, Rio Grande do Norte e Pernambuco. Na 2ª Rodada foi a vez da palavra Autossustentável eliminar apenas a representante do Paraná, que esqueceu-se da nova ortografia que regia o programa. Na 3ª Rodada a palavra Abissínio consagrou os estados do Ceará, Distrito Federal, Minas Gerais, Pará, Piauí, Rio Grande do Sul, Sergipe e São Paulo para a semifinal. Como apenas 8 estados acertaram a palavra corretamente, os que não acertaram voltaram para repescagem concorrendo a última vaga da semifinal. Assim, na 4ª Rodada a palavra foi Ressuscitar, porém os estados de Santa Catarina, Goiás, Maranhão e Espírito Santo erraram e foram eliminados da competição. Na 5ª Rodada a palavra foi Exstante (que não foi exterminado), que exterminou Rio de Janeiro e Roraima. Na 6ª Rodada a palavra foi Epizootia, que eliminou Mato Grosso do Sul e Rondônia. Na 7ª Rodada a palavra foi Hebetar, que eliminou a tricampeã do Amapá. Na 8ª Rodada a palavra foi Hauçás que eliminou Bahia e Tocantins, consagrando assim o estado do Amazonas para a última vaga da semifinal.
A final do Soletrando 2010 ocorreu em 10 de abril de 2010 com uma disputa acirrada entre os três finalistas de Minas Gerais, Piauí e São Paulo. O terceiro lugar ficou com Daniel Coutinho de Minas Gerais ao errar a palavra kirsch, recebendo assim um cheque no valor de 10.000 reais. O segundo lugar ficou com a Piauiense Tainara de Oliveira ao errar a palavra iâmbico. O campeão do Soletrando 2010 foi Dener Luiz Silva, conquistando o primeiro título para seu estado, São Paulo. A palavra que fez Dener se tornar o campeão é a mesma que a de Tainara, mas só que ela colocou o H no começo da palavra iâmbico, sendo assim "hiâmbico".

#### Histórico
FINAL
|          | Final               |
| -------- | ------------------- |
| Cabine A | Tainara de Oliveira |
| Cabine B | Daniel Coutinho     |
| Cabine C | Dener Luiz Silva    |
| Campeão  | Dener Luiz Silva    |

SEMIFINAL
|            | 1ª Semi-Final      | 2ª Semi-Final    | 3ª Semi-Final       |
| ---------- | ------------------ | ---------------- | ------------------- |
| Cabine A   | Saphíria Shimizu   | Dener Luiz Silva | Mariza Santos       |
| Cabine B   | Leonardo Guimarães | Mayara da Silva  | Tainara de Oliveira |
| Cabine C   | Daniel Coutinho    | Leonardo Souza   | Letícia Sena        |
| Finalistas | Daniel Coutinho    | Dener Luiz Silva | Tainara de Oliveira |

Super Eliminatória
| Semi-finalistas Por Ordem de Classificação | Mayara da Silva | Leonardo Guimarães | Daniel Coutinho | Letícia Sena | Tainara de Oliveira | Leonardo Souza | Dener Luiz Silva | Mariza Santos | Saphíria Shimizu |

| Eliminados Por Ordem exibida pela TV | Alessandro Silva Yolanda Maria dos Santos | Brandon Lee da Costa Mariana Bampa | Rômulo Gomes Hamilton Morais | Tamires de Lima Ana Carolina Ionen | Lucas Capanema Francisco Goes | Otávio Macedo Jany Ester Pereira | Tamires de Almeida Beatriz Lourenço | Valquiane Vagner Auricélia do Nascimento | Annie Piva Mariana da Silva |

#### Classificação de 2010
- 01  Dener Luiz Silva
- 02  Tainara de Oliveira
- 03  Daniel Coutinho
- 04  Letícia Sena
- 05  Mariza Santos
- 06  Leonardo de Sousa
- 07  Mayara Olivindo
- 08  Saphíria Shimizu
- 09  Leonardo Guimarães
- 10  Mariana Borges
- 11  Annie Piva
- 12  Auricélia do Nascimento
- 13  Valquiane Vagner
- 14  Beatriz Lourenço
- 15  Tamires de Almeida
- 16  Jany Ester Pereira
- 17  Otávio Macedo
- 18  Francisco Goes
- 19  Lucas Capanema
- 20  Ana Carolina Ionen
- 21  Tamires de Lima
- 22  Hamilton Morais
- 23  Rômulo Gomes
- 24  Mariana Bampa
- 25  Brandon Lee da Costa
- 26  Yolanda Maria dos Santos
- 27  Alessandro da Silva

### 2011
A quinta edição do soletrando começou em março de 2011. O novo programa veio com mudanças. As eliminatórias foram feitas em 3 semanas, dividindo o Brasil em três regiões. Na 1ª semana, os estados do Nordeste competiram entre si e Izael, do Piauí, sagrou-se campeão. Na segunda semana, os competidores da região Norte, mais Goiás e DF competiram, e Letícia Sena, do Pará, sagrou-se campeã. Na última eliminatória, os representantes dos estados do Sul e Sudeste, além de Mato Grosso e Mato Grosso do Sul, competiram, sendo que Joyce, do Paraná saiu como vencedora.
Devido à mudança no formato do programa, a classificação final geral do campeonato se dá pela ordem de classificação na final, no caso dos finalistas, e pela quantidade de rodadas que os participantes permaneceram em cada uma das seletivas por regiões.

### Resumo da última eliminatória, onde Joyce se classificou à final
A palavra da primeira rodada foi Alto-falantes, que eliminou Rio de Janeiro e Mato Grosso. Na segunda rodada, foi a vez da palavra Escarcéu eliminar São Paulo, Espírito Santo e Mato Grosso do Sul. Na terceira rodada, os quatro participantes que ficaram soletraram com êxito a palavra Nódoa, mas na quarta rodada os estados de Santa Catarina e Rio Grande do Sul foram eliminados por tropeçar na soletração da palavra Abissínio. Na quinta rodada, a palavra Shakespeariano eliminou Minas Gerais e consagrou assim o estado do Paraná para disputar a final, junto com os estados do Pará e do Piauí, que já estavam classificados nas duas eliminatórias anteriores.

### Final do Soletrando 2011
Joyce, Letícia e Izael fizeram a final do soletrando 2011 no dia 16 de Abril de 2011. Joyce obteve a terceira colocação, ao errar a palavra "estremecer", soletrando-a como "estremescer" como se houvesse um dígrafo.
O campeão, Izael, soletrou corretamente a palavra "abaçaí", faturando a bolsa de 100 mil reais e eliminando Letícia, que errou a palavra "caçanje" e ficou na segunda colocação, tendo soletrado a palavra com G em vez de J. 

#### Participantes 2011
- : Gustavo Costa Vichinsky
- : Cinthya Mendes
- : Mariana Oliveira Alves da Silva
- : Thiago Pinheiro
- : Gabriel Neves
- : Leonardo Magalhães
- : Henrique Arouche
- : Valdinei Braun
- : Ana Paula de Souza
- : Anna Carolina Lima
- : Caroliny Candiotto
- : Rafael da Silva
- : Daniel Coutinho
- : Letícia Sena
- : Maria Henriques de Souto
- : Joyce Aparecida Calvo Zolin
- : Ivan Barros
- : Izael Araújo
- : Fernanda de Campos
- : Gabriel da Silva
- : Erick Lobato
- : George Alves
- : Karina Fatin de Araújo
- : Victória Schlemper
- : Valeria Nascimento
- : Brênio Gabriel Rocha de Almeida
- : Zaynne Rossana da Costa

#### Classificação de 2011
- 01 : Izael Araújo
- 02 : Letícia Sena
- 03 : Joyce Aparecida Calvo Zolin
- 04 : Thiago Pinheiro
- 05 : Daniel Coutinho
- 06 : Ivan de Alcântara Barbosa Barros
- 07 : Mariana Oliveira Alves da Silva
- 08 : Leonardo Magalhães
- 09 : Erick Lobato
- 10 : Victória Schlemper
- 11 : Gustavo Costa Vichinsky
- 12 : Cinthya Mendes
- 13 : Gabriel Neves
- 14 : Henrique Arouche
- 15 : Valdinei Braun
- 16 : Ana Paula de Souza
- 17 : Anna Carolina Lima
- 18 : Rafael da Silva
- 19 : Caroliny Candiotto
- 20 : Maria Henriques de Souto
- 21 : Fernanda de Campos
- 22 : Gabriel da Silva
- 23 : George Alves
- 24 : Karina Fatin de Araújo
- 25 : Valeria Nascimento
- 26 : Brênio Gabriel Rocha de Almeida
- 27 : Zaynne Rossana da Costa

### 2015
A edição de 2015 voltou depois de três anos, porém, com o desafio dos antigos campeões (Aurélio Póvoa de 2007, Larissa Oliveira de 2009, Dener Silva de 2010, Izael Araújo de 2011 e Yasmin de 2012) e outros alunos convidados da Rede Pública de Ensino que se destacaram no país em competições da Língua Portuguesa, a baiana Camila Conceição, o cearense Manoel Bonfim Cruz de Lima e a brasiliense Amanda Espírito Santo.
Participantes do soletrando 2015:
- : Izael Araújo
- : Dener Luiz Silva
- : Manoel Bonfim Cruz de Lima
- : Larissa de Oliveira
- : Yasmin Lewis Esswein
- : Amanda Espírito Santo
- : Camila Gomes Conceição
- : Aurélio Póvoa

Classificação do soletrando 2015:
- : Izael Araújo (campeão)
- : Dener Luiz da Silva (campeão)
- : Larissa de Oliveira
- : Yasmin Lewis Esswein
- : Amanda Espírito Santo
- : Camila Gomes Conceição
- : Manoel Bonfim Cruz de Lima
- : Aurélio Póvoa

## Quadro geral
O sistema de ranqueamento de posições no pódio sempre é polêmico, pois há diferentes modos de classificação. Os três mais conhecidos são:
- Olímpico: Classificação pelos primeiros lugares. Vice é critério de desempate e se persistir, segue para os terceiros lugares. Havendo ainda um empate no final, a conquista mais recente desempata.

A classificação seria:

| Rank | Estado         | 1º Lugar | 2º Lugar | 3º Lugar | Último |
| 1º   | Piauí          | 1        | 1        | 0        | 2011   |
| 2º   | Pernambuco     | 1        | 0        | 1        | 2012   |
| 3º   | Minas Gerais   | 1        | 0        | 1        | 2010   |
| 4º   | São Paulo      | 1        | 0        | 0        | 2010   |
| 5º   | Goiás          | 1        | 0        | 0        | 2007   |
| 6º   | Rio de Janeiro | 0        | 1        | 2        | 2009   |
| 7º   | Paraná         | 0        | 1        | 1        | 2011   |
| 8º   | Pará           | 0        | 1        | 0        | 2011   |
| 9º   | Ceará          | 0        | 1        | 0        | 2009   |
| 10º  | Santa Catarina | 0        | 0        | 1        | 2007   |

- Acumulado: Somam-se as conquistas e a classificação é feita a partir do total. 1º, 2º e 3ºs lugares são respectivamente critérios de desempate. Persistindo, conta a conquista de primeiro, segundo ou terceiro lugares, nessa ordem. Ainda havendo empate, conta-se qualquer conquista mais recente.

Esse sistema resultaria na seguinte classificação:

| Rank | Estado         | 1º Lugar | 2º Lugar | 3º Lugar | Total |
| 1º   | Rio de Janeiro | 0        | 1        | 2        | 3     |
| 2º   | Piauí          | 1        | 1        | 0        | 2     |
| 3º   | Pernambuco     | 1        | 0        | 1        | 2     |
| 4º   | Minas Gerais   | 1        | 0        | 1        | 2     |
| 5º   | Paraná         | 0        | 1        | 1        | 2     |
| 6º   | São Paulo      | 1        | 0        | 0        | 1     |
| 7º   | Goiás          | 1        | 0        | 0        | 1     |
| 8º   | Pará           | 0        | 1        | 0        | 1     |
| 9º   | Ceará          | 0        | 1        | 0        | 1     |
| 10º  | Santa Catarina | 0        | 0        | 1        | 1     |

- Pontos: Atribui-se oito pontos ao primeiro colocado, sete pontos ao segundo e assim sucessivamente até o oitavo, que recebe um ponto. O total é a classificação, sendo desempate as melhores colocações.

Esta é a classificação por pontos:

| Rank | Estado            | 2007 | 2008 | 2009 | 2010 | 2011 | Total |
| 1º   | Rio de Janeiro    | 7    | 6    | 6    |      |      | 19    |
| 2º   | Minas Gerais      |      | 8    |      | 6    | 4    | 18    |
| 3º   | Pará              | 1    |      | 4    | 5    | 7    | 17    |
| 4º   | Piauí             |      |      |      | 7    | 8    | 15    |
| 5º   | Ceará             |      | 5    | 7    | 2    | 1    | 15    |
| 6º   | Paraná            |      | 7    |      |      | 6    | 13    |
| 7º   | São Paulo         | 3    |      |      | 8    |      | 11    |
| 8º   | Pernambuco        |      |      | 8    |      | 3    | 11    |
| 9º   | Amapá             |      | 4    | 3    |      | 2    | 9     |
| 10º  | Goiás             | 8    |      |      |      |      | 8     |
| 11º  | Espírito Santo    | 5    | 3    |      |      |      | 8     |
| 12º  | Santa Catarina    | 6    | 1    |      |      |      | 7     |
| 13º  | Amazonas          |      |      |      | 1    | 5    | 6     |
| 14º  | Tocantins         |      |      | 5    |      |      | 5     |
| 15º  | Rio Grande do Sul |      |      | 2    | 3    |      | 5     |
| 16º  | Sergipe           |      |      |      | 4    |      | 4     |
| 17º  | Acre              | 4    |      |      |      |      | 4     |
| 18º  | Bahia             |      | 2    |      |      |      | 2     |
| 19º  | Distrito Federal  | 2    |      |      |      |      | 2     |
| 20º  | Alagoas           |      |      | 1    |      |      | 1     |

## Ranking total
| Estado              | Pontos |
| ------------------- | ------ |
| Rio de Janeiro      | 75     |
| Piauí               | 70     |
| Minas Gerais        | 65     |
| Pará                | 60     |
| Paraná              | 60     |
| Ceará               | 55     |
| São Paulo           | 55     |
| Goiás               | 50     |
| Pernambuco          | 50     |
| Santa Catarina      | 50     |
| Amapá               | 35     |
| Distrito Federal    | 35     |
| Espírito Santo      | 35     |
| Rio Grande do Sul   | 35     |
| Acre                | 30     |
| Alagoas             | 30     |
| Amazonas            | 30     |
| Bahia               | 30     |
| Mato Grosso         | 30     |
| Sergipe             | 30     |
| Tocantins           | 30     |
| Maranhão            | 25     |
| Mato Grosso do Sul  | 25     |
| Paraíba             | 25     |
| Rio Grande do Norte | 25     |
| Rondônia            | 25     |
| Roraima             | 25     |

- O estado campeão obtém 30 pontos;
- O estado vice-campeão obtém 25 pontos;
- O 3º colocado (primeiro a ser eliminado na final) obtém 20 pontos;
- Os estados semifinalistas eliminados obtém 10 pontos;
- Os estados eliminados na fase classificatória obtém 5 pontos;
- A partir da edição de 2011, como não há semifinais, os estados eliminados nas seletivas por região (equivalente à fase classificatória) obtêm 5 pontos.